# Hans Schmid (Politiker, 1889)
Hans Schmid (* 31. August 1889 in Gonobitz; † 20. September 1979) war von 1934 bis 1938 Bürgermeister der Stadt Graz.
Hans Schmid war Obmann des steirischen christlichsozialen Lehrerverbandes und Mitglied der ÖVP. 1934 wurde er von der Vaterländischen Front mit dem Posten des Grazer Bürgermeisters betraut. Von 1949 bis 1957 war er Finanzreferent, von April 1953 bis Mai 1958 Stadtrat in Graz.
1934 verhandelte und organisierte er persönlich die Übergabe des einst in Pula errichteten Denkmals von Admiral Tegetthof und dessen Wiedererrichtung in Graz.
Er ist auf dem St.-Leonhard-Friedhof in Graz beigesetzt.
| Vorgänger         | Amt                                                     | Nachfolger    |
| ----------------- | ------------------------------------------------------- | ------------- |
| Vinzenz Muchitsch | Bürgermeister von Graz 24. Februar 1934 – 12. März 1938 | Julius Kaspar |